# Ostry (Beskid Śląski)
Ostry (709 m n.p.m., czes. Ostrý vrch) – szczyt w Beskidzie Śląskim, w Paśmie Stożka i Czantorii, w bocznym grzbiecie odchodzącym od Małej Czantorii w kierunku zachodnim, nad dolinę Olzy w rejonie Trzyńca.
Jest to całkowicie porośnięty lasem szczyt o śmiałym kształcie stożka. Swój kształt zawdzięcza temu, iż wraz z sąsiednim Małym Ostrym (588., ok. 750 m na zachód od szczytu Ostrego, w tym samym grzbiecie) zbudowany jest głównie z ciemnych, marglistych łupków (tzw. łupków wierzowskich), nakrytych czapą piaskowców warstw grodziskich i lgockich.
Polskie (północne) stoki Ostrego znajdują się w granicach wsi Leszna Górna w województwie śląskim, w powiecie cieszyńskim. Spływa z nich część źródłowych cieków potoku Lesznianka. Południowo-zachodnie stoki góry leżą w granicach czeskiej wsi Wędrynia. Mają na nich początek źródłowe cieki potoku Wędryńka. Na południowych stokach Ostrego rozlokowały się rozrzucone osiedla czeskiego przysiółka Ostry, należącego do Nydka.
Grzbietem przez szczyt góry biegnie granica państwowa polsko-czeska, a poniżej niej, obchodząc sam wierzchołek od południa – czerwony szlak turystyczny z Trzyńca na Wielką Czantorię.